# Gare de Tamamizu
La gare de Tamamizu (玉水駅, Tamamizu-eki) est une gare ferroviaire localisée à Ide dans le district de Tsuzuki, préfecture de Kyoto. La gare est exploitée par la JR West.

## Service des voyageurs

### Desserte
Tous les trains régionaux de la ligne Nara s'arrêtent à la gare de Tamamizu.
- Local (普通 Futsu)
- Regional Rapid Service (区間快速 Kukan-kaisoku)
- Rapid service (快速 Kaisoku)
- Miyakoji Rapid Service (みやこ路快速 Miyakoji-kaisoku)

| 1 | ■Ligne Nara | pour Uji et Kyoto |
| 2 | ■Ligne Nara | pour Kizu et Nara |

| Direction Kyoto |  | JR West Ligne Nara                                         |  | Direction Nara |
| Yamashiro-Taga  |  | Local 普通 Futsū                                           |  | Tanakura       |
| Yamashiro-Taga  |  | Regional Rapid Service 区間快速 Kukan-kaisoku              |  | Tanakura       |
| Jōyō            |  | Rapid Service 快速 Kaisoku                                 |  | Kizu           |
| Jōyō            |  | Miyakoji Rapid Service みやこ路快速 Miyakoji Rapid Service |  | Kizu           |